# Rana Okada
Rana Okada (jap. 岡田良菜 Okada Rana; ur. 5 stycznia 1991 w Ōtsu) – japońska snowboardzistka. Jej najlepszym wynikiem olimpijskim jest 29. miejsce w halfpipe’ie na igrzyskach w Vancouver. Najlepszy wynik na mistrzostwach świata osiągnęła na mistrzostwach w Kangwŏn, gdzie zajęła 8. miejsce w halfpipe’ie. Najlepsze wyniki w Pucharze Świata osiągnęła w sezonie 2010/2011, kiedy to zajęła 40. miejsce w klasyfikacji generalnej, a w klasyfikacji halfpipe’u była 32.

## Sukcesy

### Igrzyska olimpijskie
| Miejsce | Dzień     | Rok  | Miejscowość | Konkurencja | Zwycięzca    |
| ------- | --------- | ---- | ----------- | ----------- | ------------ |
| 29.     | 18 lutego | 2010 | Vancouver   | Halfpipe    | Torah Bright |

### Mistrzostwa Świata
| Miejsce | Dzień       | Rok  | Miejscowość | Konkurencja | Zwycięzca      |
| ------- | ----------- | ---- | ----------- | ----------- | -------------- |
| 19.     | 20 stycznia | 2007 | Arosa       | Halfpipe    | Manuela Pesko  |
| 8.      | 23 stycznia | 2009 | Gangwon     | Halfpipe    | Liu Jiayu      |
| 10.     | 20 stycznia | 2011 | La Molina   | Halfpipe    | Holly Crawford |

### Puchar Świata

#### Miejsca w klasyfikacji generalnej
- 2006/2007 – 80.
- 2007/2008 – 110.
- 2008/2009 – 52.
- 2009/2010 – 61.
- 2010/2011 – 40.
- 2011/2012 – –
- 2012/2013 – 218.
- 2013/2014 –

#### Zwycięstwa w zawodach
1. Stoneham – 18 stycznia 2014 (half-pipe)

#### Pozostałe miejsca na podium w zawodach
1. Stoneham – 20 lutego 2009 (half-pipe) – 3. miejsce